# Shaver Lake
Shaver Lake és una concentració de població designada pel cens dels Estats Units a l'estat de Califòrnia. Segons el cens del 2000 tenia 705 habitants.

## Demografia
Segons el cens del 2000, Shaver Lake tenia 705 habitants, 303 habitatges, i 229 famílies. La densitat de població era de 8,4 habitants/km².
Dels 303 habitatges en un 23,4% hi vivien nens de menys de 18 anys, en un 70% hi vivien parelles casades, en un 2% dones solteres, i en un 24,4% no eren unitats familiars. En el 20,1% dels habitatges hi vivien persones soles el 7,6% de les quals corresponia a persones de 65 anys o més que vivien soles. El nombre mitjà de persones vivint en cada habitatge era de 2,33 i el nombre mitjà de persones que vivien en cada família era de 2,64.
Per edats la població es repartia de la següent manera: un 18,7% tenia menys de 18 anys, un 3% entre 18 i 24, un 20,1% entre 25 i 44, un 40,7% de 45 a 60 i un 17,4% 65 anys o més.
L'edat mediana era de 49 anys. Per cada 100 dones de 18 o més anys hi havia 105,4 homes.
La renda mediana per habitatge era de 42.250 $ i la renda mediana per família de 51.250 $. Els homes tenien una renda mediana de 40.956 $ mentre que les dones 32.019 $. La renda per capita de la població era de 24.695 $. Entorn del 10,3% de les famílies i el 10,3% de la població estaven per davall del llindar de pobresa.

## Poblacions més properes
El següent diagrama mostra les poblacions més properes.